# Critics Choice Television Award de Melhor Atriz secundária em filme ou minissérie
Os Critics Choice Television Award de Melhor Atriz Coadjuvante em Filme ou Minissérie é uma das categorias de premiação apresentadas anualmente pelos Critics Choice Television Award (BTJA) para reconhecer o trabalho feito por atores de televisão. Os vencedores são selecionados por um grupo de críticos de televisão que fazem parte da transmissão de televisão Critics Association.
A categoria foi introduzido pela primeira vez para as escolhidas da televisão Prêmios 3 Critics, em que Sarah Paulson foi a primeira atriz a receber o prêmio.

## Vencedoras e indicadas

### 2010
| Ano      | Vencedora/Nomeadas      | Telefilme/Minissérie                | Personagem                           |
| -------- | ----------------------- | ----------------------------------- | ------------------------------------ |
| 2013     | Sarah Paulson           | American Horror Story: Asylum       | Lana Winters                         |
| 2013     | Lily Rabe               | American Horror Story: Asylum       | Irmã Mary Eunice                     |
| 2013     | Ellen Burstyn           | Political Animals                   | Margaret Barrish                     |
| 2013     | Sienna Miller           | The Girl                            | Tippi Hedren                         |
| 2013     | Imelda Staunton         | The Girl                            | Alma Reville                         |
| 2013     | Alfre Woodard           | Steel Magnolias                     | Louisa "Ouiser" Boudreaux            |
| 2014     | Allison Tolman          | Fargo                               | Policial Molly Solverson             |
| 2014     | Amanda Abbington        | Sherlock: His Last Vow              | Mary Morstan                         |
| 2014     | Kathy Bates             | American Horror Story: Coven        | Delphine LaLaurie                    |
| 2014     | Ellen Burstyn           | Flowers in the Attic                | Olivia Foxworth                      |
| 2014     | Jessica Raine           | An Adventure in Space and Time      | Verity Lambert                       |
| 2014     | Julia Roberts           | The Normal Heart                    | Drª. Emma Brookner                   |
| 2015     | Sarah Paulson           | American Horror Story: Freak Show   | Bette e Dot Tattler                  |
| 2015     | Khandi Alexander        | Bessie                              | Viola Smith                          |
| 2015     | Mo'Nique                | Bessie                              | Ma Rainey                            |
| 2015     | Claire Foy              | Wolf Hall                           | Ana Bolena                           |
| 2015     | Janet McTeer            | The Honourable Woman                | Dama Julia Walsh                     |
| 2015     | Cynthia Nixon           | Stockholm, Pennsylvania             | Marcy Owens                          |
| 2015 (2) | Jean Smart              | Fargo                               | Floyd Gerhardt                       |
| 2015 (2) | Cristin Milioti         | Fargo                               | Betsy Solverson                      |
| 2015 (2) | Mary J. Blige           | The Wiz Live!                       | Evillene, a Wicked Witch of the West |
| 2015 (2) | Laura Haddock           | Luther                              | Megan Cantor                         |
| 2015 (2) | Sarah Paulson           | American Horror Story: Hotel        | Sally McKenna                        |
| 2015 (2) | Winona Ryder            | Show Me a Hero                      | Vinni Restiano                       |
| 2016     | Regina King             | American Crime                      | Terri LaCroix                        |
| 2016     | Elizabeth Debicki       | The Night Manager                   | Jed Marshall                         |
| 2016     | Sarah Lancashire        | The Dresser                         | Madge                                |
| 2016     | Emily Watson            | The Dresser                         | "Her Ladyship"                       |
| 2016     | Melissa Leo             | All the Way                         | Lady Bird Johnson                    |
| 2016     | Anna Paquin             | Roots                               | Nancy Holt                           |
| 2017     | Laura Dern              | Big Little Lies                     | Renata Klein                         |
| 2017     | Judy Davis              | Feud: Bette and Joan                | Hedda Hopper                         |
| 2017     | Jackie Hoffman          | Feud: Bette and Joan                | Mamacita                             |
| 2017     | Regina King             | American Crime                      | Kimara Walters                       |
| 2017     | Michelle Pfeiffer       | The Wizard of Lies                  | Ruth Madoff                          |
| 2017     | Mary Elizabeth Winstead | Fargo                               | Nikki Swango                         |
| 2018     | Patricia Clarkson       | Sharp Objects                       | Adora Crellin                        |
| 2018     | Elizabeth Perkins       | Sharp Objects                       | Jackie O'Neill                       |
| 2018     | Ellen Burstyn           | The Tale                            | Nadine "Nettie" Fox                  |
| 2018     | Penélope Cruz           | The Assassination of Gianni Versace | Donatella Versace                    |
| 2018     | Judith Light            | The Assassination of Gianni Versace | Marilyn Miglin                       |
| 2018     | Julia Garner            | Dirty John                          | Terra Newell                         |
| 2019     | Toni Collette           | Unbelievable                        | Detetive Grace Rasmussen             |
| 2019     | Patricia Arquette       | The Act                             | Dee Dee Blanchard                    |
| 2019     | Marsha Stephanie Blake  | When They See Us                    | Linda McCray                         |
| 2019     | Niecy Nash              | When They See Us                    | Delores Wise                         |
| 2019     | Margaret Qualley        | Fosse/Verdon                        | Ann Reinking                         |
| 2019     | Emma Thompson           | Years and Years                     | Vivienne Rook                        |
| 2019     | Emily Watson            | Chernobyl                           | Ulana Khomyuk                        |

### 2020
| Ano  | Vencedora/Nomeadas | Telefilme/Minissérie                       | Personagem                    |
| ---- | ------------------ | ------------------------------------------ | ----------------------------- |
| 2020 | Uzo Aduba          | Mrs. America                               | Shirley Chisholm              |
| 2020 | Margo Martindale   | Mrs. America                               | Bella Abzug                   |
| 2020 | Tracey Ullman      | Mrs. America                               | Betty Friedan                 |
| 2020 | Marielle Heller    | The Queen's Gambit                         | Alma Wheatley                 |
| 2020 | Winona Ryder       | The Plot Against America                   | Evelyn Finkel                 |
| 2020 | Betsy Brandt       | Soulmates                                  | Caitlin Jones                 |
| 2021 | Jennifer Coolidge  | The White Lotus                            | Tanya McQuoid                 |
| 2021 | Julianne Nicholson | Mare of Easttown                           | Lori Ross                     |
| 2021 | Jean Smart         | Mare of Easttown                           | Helen Fahey                   |
| 2021 | Melissa McCarthy   | Nine Perfect Strangers                     | Frances Welty                 |
| 2021 | Kaitlyn Dever      | Dopesick                                   | Betsy Mallum                  |
| 2021 | Kathryn Hahn       | WandaVision                                | Agnes / Agatha Harkness       |
| 2022 | Niecy Nash         | Dahmer – Monster: The Jeffrey Dahmer Story | Glenda Cleveland              |
| 2022 | Claire Danes       | Fleishman Is in Trouble                    | Rachel                        |
| 2022 | Dominique Fishback | The Last Days of Ptolemy Grey              | Robyn                         |
| 2022 | Melanie Lynskey    | Candy                                      | Betty Gore                    |
| 2022 | Juno Temple        | The Offer                                  | Bettye McCartt                |
| 2022 | Betty Gilpin       | Gaslit                                     | Mo Dean                       |
| 2023 | Maria Bello        | Beef                                       | Jordan Forster                |
| 2023 | Camila Morrone     | Daisy Jones & The Six                      | Camila Dunne                  |
| 2023 | Billie Boullet     | A Small Light                              | Anne Frank                    |
| 2023 | Willa Fitzgerald   | The Fall of the House of Usher             | Madeline Usher (jovem)        |
| 2023 | Mary McDonnell     | The Fall of the House of Usher             | Madeline Usher                |
| 2023 | Aja Naomi King     | Lessons in Chemistry                       | Harriet Sloane                |
| 2024 | Jessica Gunning    | Baby Reindeer                              | Martha Scott                  |
| 2024 | Dakota Fanning     | Ripley                                     | Marjorie "Marge" Sherwood     |
| 2024 | Leila George       | Disclaimer                                 | Catherine Ravenscroft (jovem) |
| 2024 | Betty Gilpin       | Three Women                                | Lina                          |
| 2024 | Deirdre O'Connell  | The Penguin                                | Francis Cobb                  |
| 2024 | Kali Reis          | True Detective: Night Country              | Detetive Evangeline Navarro   |